# Radźanpur
Radźanpur (urdu: راجن پُور) – miasto w Pakistanie, w prowincji Pendżab. W 2017 roku liczyło 99 089 mieszkańców.